# 繆荃孫

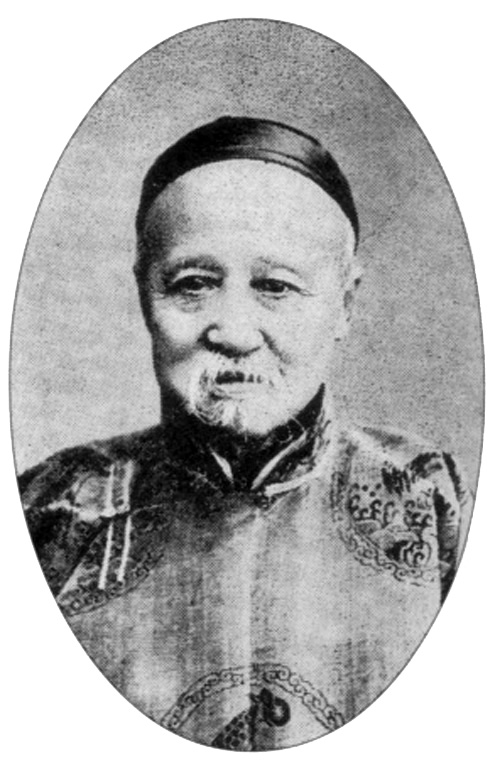
繆荃孫

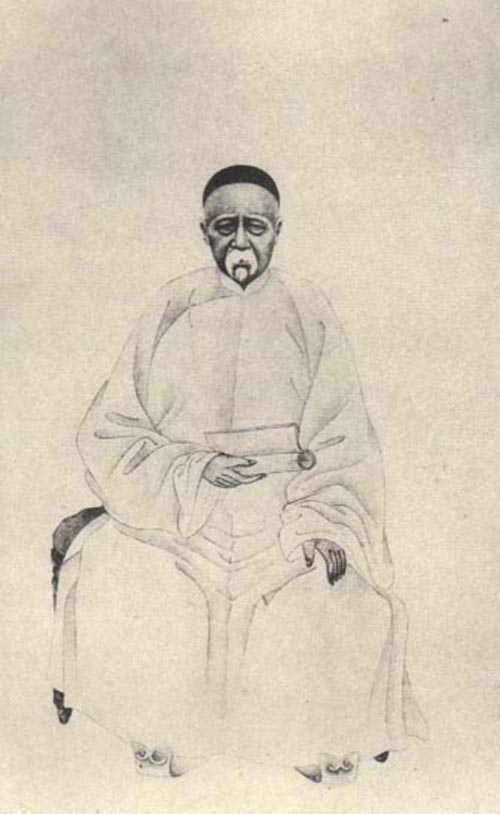
繆荃孫の肖像画（『清代学者象伝』）

繆 荃孫（ぼく せんそん／びゅう せんそん）は、清末から中華民国にかけての教育家・蔵書家。目録学・金石学の大家であり、中国における図書館学の先鞭をつけた人でもある。字は菼之または筱珊、号は芸風老人。

## 生涯
幼時より学問を始め、11歳で五経を修めた。17歳の時、太平天国軍が江陰に進入したため、継母とともに淮安に逃れ、麗正書院で文字学・訓詁学・音韻学を学んだ。21歳の時に成都に移り、そこでは文学・史学・文字考訂を学んだ。24歳の時、挙人となる。張之洞の幕友となり、『書目答問』の編集に深く関わった。
1876年、進士となって翰林院編修の地位を授かり、以後十数年校勘作業に当たる。1888年には南菁書院院長、1891年には灤源書院院長となった。1894年には南京鐘山書院院長、常州龍城書院院長となり、1901年には江楚編訳局総裁となった。1902年、鐘山書院が江南高等学堂に改組されると学堂監督となった。両江総督府は師範学校の建設を決定し、繆荃孫を総長に任命し、繆の指揮で三江師範学堂が設立された。さらに徐乃昌・柳詒徴ら七教授とともに日本に学校制度の視察に赴いた。三江師範学堂は東京大学に倣ったもので、南京国子監の旧跡に建設された。その後両江師範学堂、南京高等師範学校と改称され、現在の南京大学のもととなった。1907年、江南図書館（現在の南京図書館）の建設計画に参加し、総裁となった。1909年、北京京師図書館（現在の中国国家図書館）の創設にも関わり、正監督となった。1914年には清史の編纂に招かれ、清史稿のうち儒林伝、文苑伝、循良伝、孝友伝、隠逸伝を著した。

## 著作
- 『芸風堂文集』
- 『芸風堂蔵書記』
- 『芸風堂読書記』
- 『芸風堂続記』

### 纂集
- 『書目答問』
- 『続修四庫全書提要』
- 『清学部図書館善本書目』
- 『清学部図書館方誌目』
- 『続国朝碑伝集』
- 『碑伝集補遺』
- 『芸風堂金石目』
- 『常州詞録』
- 『南北朝名臣年表』
- 『近代文学大綱』

### 方誌
- 『順天府志』
- 『湖北通志』
- 『江蘇通志』
- 『江陰県続志』

### 編刊
- 『雲自在龕叢書』
- 『藕香零拾』
- 『煙画東堂小品』
- 『対雨楼叢書』

### 代撰
- 『聚学軒叢書』（劉世珩（中国語版）編）
- 『常州先哲遺書』（盛宣怀（中国語版）輯）
- 『善本書室藏書志』（丁丙撰）
- 『適園藏書記』（張鈞衡（中国語版）撰）
- 『積學齋藏書記』（徐乃昌（中国語版）作）
- 『嘉業堂藏書志』